# سیاهک (روستا)
سیاهک نام روستایی از توابع شهرستان حاجی آباد هرمزگان است که در فاصله ۱۵۰ کیلومتری از شهر بندرعباس و ۴۰ کیلومتری از شهر حاجی‌آباد واقع شده‌است. وجه         تسمیه       سیاه+ هک= سیاهک     باتوجه به نگاه بالین این روستا در میان وکناره رودخانه که قبلن رود زلال در حرکت بوده در باستان اکثر شغل ای افراد کار وحرفه سنگ تراشی وهنرمندان بوده اند اکثر تولیدات صنعتی حک کردن بر سنگ مانند اشکال سنگی بشقاب دیس و تندیس های زیبا بوده است این مردم باهوش از تراشیدن سنگ وگیاهان دارویی وجود نوعی عقرب داروهای باستانی می‌ساختند  که یکی از ویزگی این عزیزان است.  حدوداً دارای ۱۰۰ خانوار جمعیت بوده و بیشتر اهالی به باغداری اشتغال دارند. تقریباً ۹۰ درصد اهالی شهرت دهقانی سیاهکی دارند.
بر اساس سرشماری سال ۱۳۸۵ آمار رسمی جمعیت روستا ۱۰۴ خانوار بوده‌است: کل جمعیت	۳۶۱ نفر	که ۲۲۷ آنان نفر باسواد و	۱۰۴ نفر بی‌سواد بوده‌اند.
جمعیت مردان	۱۵۷ نفر	بوده که ۹۸ نفر باسواد و	۴۴ نفر بی‌سواد بوده‌اند.
جمعیت زنان	۲۰۴ نفر بوده	۱۲۹ باسواد و	 نفر	۶۰ نفر بی‌سواد بوده‌اند.
محله‌های مختلف روستای سیاهک عبارتند از:
1. پشته سوردر (گردن پر، پشت مدرسه، زیر مدرسه)
2. پشته بلوچی
3. پشته ده من نه من
4. پشته کناری
5. پشتهٔ زیارت

سیاهک دارای هفت چشمه‌است:
1. آشکور
2. بُناب گل
3. چشمه سیاهک
4. هولمولو
5. چاه کاوَر
6. هو زاغو
7. هو چاهو

در سیاهک اغلب مردم به کشاورزی مشغولند و محصولاتی از جمله خرما، نارنگی، پرتغال و... را کشت می‌کنند.
بزرگترین کوه در سیاهک بُنَه نام دارد، در حالی که کوه‌های کوچکتر دیگری نظیر کَلات، سی صبا، اِشکن، زرد، بند اَنگِر... در اطراف سیاهک وجود دارند.
مناطق دیدنی روستایی سیاهک:
1. پر پامیلَک
2. قلعه سیاهک
3. سنگر گُت لُک سنگر
4. سنگر گُت لَهموتی
5. پر سنگری
6. پر انبارون